# Sternotomimus albomaculatus
Sternotomimus albomaculatus är en skalbaggsart som beskrevs av Stefan von Breuning 1938. Sternotomimus albomaculatus ingår i släktet Sternotomimus och familjen långhorningar. Inga underarter finns listade i Catalogue of Life.